# Julesburg
Julesburg is een plaats (town) in de Amerikaanse staat Colorado en valt bestuurlijk gezien onder Sedgwick County.

## Demografie
Bij de volkstelling in 2000 werd het aantal inwoners vastgesteld op 1467.
In 2006 is het aantal inwoners door het United States Census Bureau geschat op 1308, een daling van 159 (-10,8%).

## Geografie
Volgens het United States Census Bureau beslaat de plaats een oppervlakte van
3,3 km², geheel bestaande uit land. Julesburg ligt op ongeveer 1060 m boven zeeniveau.

## Plaatsen in de nabije omgeving
De onderstaande figuur toont nabijgelegen plaatsen in een straal van 40 km rond Julesburg.